# Депрерадович, Родион Васильевич
Депрерадович Родион Васильевич (1840―1893) ― государственный деятель, действительный статский советник.

## Биография
Из потомственных дворян Екатеринославской губернии. Православный. Родился в Бахмуте. Сын бахмутского уездного предводителя дворянства, штабс-капитана Василия Родионовича Депрерадовича, и Анны Алексеевны, урождённой Шаховой, дочери губернского секретаря, помещиков Бахмутского и Славяносербского уездов. Брат Алексея, Георгия (Егора), Василия, Анастасии и Надежды.
Воспитывался в Школе гвардейских подпрапорщиков и кавалерийских юнкеров (Николаевском училище гвардейских юнкеров). Из юнкеров училища выпущен корнетом лейб-гвардии Уланского Её Величества полка 16 (28) июня 1859; назначен помощником ремонтера приказом по Отдельному гвардейскому корпусу от 3 (15) января 1862; избран кандидатом в мировые посредники приказом по Отдельному гвардейскому корпусу от 30 января (11 февраля) 1862 за № 18; ВП от 24 августа (5 сентября) 1863, уволен от службы, по болезни, гвардии поручиком.
В некоторых современных биобиблиографических изданиях и справочниках Р. В. Депрерадович ошибочно показан в чине гвардии ротмистра, которого не имел. Так же некорректно показан год его производства в чин IV класса.  
Совместно с братьями был помещиком родовых имений в Бахмутском и Славяносербском уездах. В отставке занимался реализацией положений крестьянской реформы 1861 и судебной реформы 1864 годов в родном Бахмутском уезде. Старшие братья Депрерадовичи — Григорий (Егор) и Родион — в 1860-х—1870-х гг. служили на должностях мировых посредников, участковых и почётных мировых судей, предводителей дворянства Бахмутского уезда. За заслуги в деле крестьянской реформы был награждён серебряным знаком отличия «За введение в действие Положений 1861 года. 17 апреля 1863».  
В том чине — отставного гвардии поручика, определением Правительствующего сената от 30 октября (11 ноября) 1867, утверждён участковым мировым судьей Бахмутского уезда. По прошению, уволен от той должности 21 мая (2 июня) 1868. В том же чине определениями Правительствующего сената утверждался на 3-летие почётным мировым судьей Бахмутского 11 (23) августа 1869, Славяносербского 18 (30) мая 1871, и вновь Бахмутского 5 (17) ноября 1873, уездов. В том же чине два раза избирался на 3-летие предводителем дворянства Бахмутского уезда, начиная с 23 сентября (5 октября) 1871. В должности уездного предводителя пожалован орденом Святого Станислава 2 степени (12.06.1875).
Приказом министра внутренних дел от 19 (31) марта 1876 за № 18, назначен, бахмутский уездный предводитель дворянства, отставной гвардии поручик Депрерадович – и. д. советника Тульского губернского правления, с 16 (28) марта 1876. Сенатским указом от 3 (15) июня 1876 за № 69, переименован, по ведомству М-ва внутренних дел, в коллежские секретари, по праву воспитания, полученному им в Николаевском училище. Приказом министра внутренних дел от 9 (21) июля 1876 за № 45, оставлен за штатом, по случаю преобразования, на основании высочайше утвержденного 09.03.1876 мнения Государственного совета, штатов губернских правлений, с 1 (13) июля 1876.
Приказом министра внутренних дел от 31 июля (12 августа) 1876 за № 49, назначен и. д. советника Виленского губернского правления, с 24 июля (5 августа) 1876. Приказом министра внутренних дел от 21 апреля (3 мая) 1877 за № 19, произведён, за выслугу лет (указ Сената, по департаменту герольдии, от 21.03.1877 за № 48), в титулярные советники, со старшинством с 28 марта (9 апреля) 1872. Приказом министра внутренних дел от 10 (22) августа 1877 за № 39, произведён, за выслугу лет (указ Сената, по герольдии, от 28.07.1877), в коллежские асессоры, со старшинством с 28 марта (9 апреля) 1875.  Приказом министра внутренних дел от 2 (14) ноября 1878 за № 50, утверждён в должности советника Виленского губернского правления, с 31 октября (12 ноября) 1878. Сенатским указом от 23 февраля (6 марта) 1880 за № 33, произведён, за выслугу лет, в надворные советники, со старшинством с 28 марта (9 апреля) 1879.
Приказом министра внутренних дел от 24 июля (5 августа) 1882 за № 20, назначен советником Курского губернского правления, с 6 (18) июля 1882. Сенатским указом от 16 (28) сентября 1883 за № 98, производится, за выслугу лет, в коллежские советники, со старшинством с 28 марта (9 апреля) 1883. Приказом министра внутренних дел от 19 (31) мая 1884 за № 17, назначен старшим советником того же губернского правления, с 30 апреля (12 мая) 1884. От М-ва внутренних дел состоял членом Курского отделения Крестьянского поземельного банка.
ВП от 10 (22) июля 1884 за № 27, по МВД, назначен архангельским вице-губернатором, с 5 (17) июля 1884. Приказом министра внутренних дел от 21 февраля (5 марта) 1887 за № 6, уволен в отпуск, в губернии России, на 2 месяца.
ВП от 2 (14) мая 1887 за № 19, по МВД, назначен витебским вице-губернатором, с 30 апреля (12 мая) 1887. Сенатским указом от 13 (25) сентября 1887 за № 106, по ведомству МВД, произведён в статские советники, со старшинством с 8 (20) марта 1887. В должности витебского вице-губернатора, высочайшим указом от 24 апреля (6 мая) 1888, пожалован орденом Святого Владимира 3 степени.
Одновременно с занимаемой должностью по ведомству М-ва внутренних дел, приказом министра юстиции от 28 мая (9 июня) 1890 за № 25, назначен почётным мировым судьей, на 3-летие, начиная с 1 (13) апреля 1890, по Витебской губернии — в Витебский мировой округ. ВП от 21 апреля (3 мая) 1891 за № 16, по МВД, произведён, за отличие, в действительные статские советники.
По должности возглавлял Витебское губернское правление, состоял помощником председателя Витебского губернского статистического комитета, членом губернской комиссии народного продовольствия, губернского церковно-строительного Присутствия, губернского по воинской повинности Присутствия, губернского по крестьянским делам Присутствия, губернского по городским делам Присутствия, директором губернского Попечительного о тюрьмах комитета, губернского по питейным делам Присутствия, губернского Распорядительного комитета при Казённой палате. Состоял действительным членом попечительства Витебского детского приюта, а его супруга — Ольга Львовна, в должности помощницы попечительницы приюта.
С момента учреждения (1888), вместе с супругой, состоял действительным членом Витебского епархиального Братства во имя Святого Равноапостольного Великого Князя Владимира при Витебском кафедральном соборе (Витебского епархиального свято-владимирского братства). Действительный член Витебского отделения Православного миссионерского общества, с 7 (19) мая 1889 — член его комитета на 3-летие, выбыл за смертью.
Упоминается в ряде мемуаров. Умер на службе. ВП от 3 (15) апреля 1893 за № 11, по ведомству М-ва внутренних дел, умерший исключается из списков, витебский вице-губернатор, действительный статский советник Депрерадович. Приказом министра юстиции от 5 (17) апреля 1893 за № 14, умерший исключается из списков, почётный мировой судья Витебского округа, действительный статский советник Депрерадович.

## Семья
В браке с Ольгой Львовной имел сыновей Михаила, Дмитрия, Егора и дочь Ольгу.
- Сын — Михаил Родионович Депрерадович, статский советник. Родился в Бахмуте. Окончил курс Архангельской гимназии. Поступил на юридический ф-т Харьковского ун-та, но курса не окончил. Начал службу при отце дворянином, не имевшим чина, и. д. младшего помощника правителя канцелярии витебского губернатора. Сенатским указом от 4 (16) мая 1890 за № 117, произведён, за выслугу лет, коллежским регистратором, со старшинством с 1 (13) августа 1889. Впоследствии стал видным чиновником по крестьянским делам в Витебской губернии и в Забайкальской области[37]. Дослужился до чина статского советника, был награжден несколькими орденами и медалями. До 1918 года состоял членом политических партий и многих благотворительных организаций, как в Витебской губернии, так и в Забайкальской области. Был женат на Вере Николаевне, уроженке г. Режицы, воспитаннице С.-Петербургского Института Её Императорского Величества принцессы Терезии Ольденбургской. В браке имел трёх дочерей. С семьей в 1920 из Читы эмигрировал в Харбин.

- Сын – Дмитрий Родионович Депрерадович, коллежский секретарь. Родился в Бахмуте. Окончил курс Витебской гимназии. В 1893 окончил курс юридического ф-та С.-Петербургского ун-та, с дипломом 2-й степени, и 28 августа (9 сентября) 1893 был определён на службу в ведомство М-ва внутренних дел, с причислением к министерству, с 10 (22) июля 1893, и откомандирован для занятий в Департамент общих дел. Сенатским указом от 11 (23) мая 1894 за № 72, утверждён в чине губернского секретаря, по диплому 2-й степени, со старшинством с 10 (22) июля 1893. В сентябре 1895 переведён в Департамент торговли и мануфактур М-ва финансов; от министерства в 1896 назначен членом высочайше учреждённой Комиссии по заведыванию устройством Всероссийской промышленной и художественной выставки 1896 года в Нижнем Новгороде, служил младшим делопроизводителем канцелярии генерального комиссара выставки[38]; после выставки откомандирован в Государственный банк. В октябре 1898 переведён Департамент шоссейных и водяных сообщений М-ва путей сообщения, затем — в ведомство М-ва юстиции, где менее года служил участковым мировым судьей в С.-Петербурге. После свадьбы, в том же — 1902, вышел в отставку, служил помощником присяжного поверенного в С.-Петербурге. В 1906 с семей вернулся в Витебскую губернию. Служил помощником присяжного поверенного в Велиже. В 1908[39] назначен членом-представителем, от землевладельцев, Велижской уездной землеустроительной комиссии. В 1909[40] избран и до Первой мировой войны служил земским гласным Велижского уезда. По должности состоял членом Велижского уездного училищного совета и избирался гласным Витебского губернского земского собрания, от Велижского уезда (1914). Был женат на баронессе Зинаиде Михайловне Аш, в браке с которой имел дочь.

- Сын — Георгий Родионович Депрерадович, штабс-капитан. Родился в Бахмуте. В некоторых источниках ошибочно ассоциируется со старшим братом Михаилом, не состоявшим в военной службе. В 1902 был поручителем, по женихе, на свадьбе другого брата — Дмитрия. По экзамену военно-училищных курсов Московского пехотного юнкерского училища, из юнкеров 164-го пехотного Закатальского полка произведён в подпоручики, с переводом в 100-й пехотный Островский полк; 15.02.1896 — переведён в Ижорский резервный батальон, затем в 208-й пехотный резервный Ижорский полк; 08.08.1898 — в поручики 210-го пехотного резервного Ижорского полка; 08.08.1902 — в штабс-капитаны 200-го пехотного резервного Ижорского полка; 16.01.1905 — переведён в 316-й пехотный Вышневолоцкий полк; 09.03.1906 — переведён в 200-й пехотный Ижорский полк; 07.12.1906 — зачислен в запас армейской пехоты, по Режицкому уезду, Витебской губернии; 06.09.1907 — исключён из списков умершим.

- Дочь — Ольга Родионовна Депрерадович, педагог. Родилась в Бахмуте. Окончила Мариинскую женскую гимназию в г. Харькове. С 1898 по 1902 служила классной дамой С.-Петербургской Александровской женской гимназии; с 1902 по 1908 — классной дамой С.-Петербургской Екатерининской женской гимназии. Преподавала французский язык. В 1908 уехала к брату в Читу, где с 1908 по 1921 год служила директором Читинской 2-й женской гимназии. В 1922 эмигрировала к брату в Харбин, где служила учительницей харбинской русской частой гимназии им. Ф. М. Достоевского. Была не замужем.